# Municipio de Gillespie
El municipio de Gillespie (en inglés: Gillespie Township) es un municipio ubicado en el condado de Macoupin en el estado estadounidense de Illinois. En el año 2010 tenía una población de 3882 habitantes y una densidad poblacional de 41,45 personas por km².

## Geografía
El municipio de Gillespie se encuentra ubicado en las coordenadas 39°8′4″N 89°51′56″O / 39.13444, -89.86556. Según la Oficina del Censo de los Estados Unidos, el municipio tiene una superficie total de 93.66 km², de la cual 92.35 km² corresponden a tierra firme y (1.4%) 1.32 km² es agua.

## Demografía
Según el censo de 2010, había 3882 personas residiendo en el municipio de Gillespie. La densidad de población era de 41,45 hab./km². De los 3882 habitantes, el municipio de Gillespie estaba compuesto por el 97.86% blancos, el 0.13% eran afroamericanos, el 0.46% eran amerindios, el 0.13% eran asiáticos, el 0.03% eran isleños del Pacífico, el 0.39% eran de otras razas y el 1% pertenecían a dos o más razas. Del total de la población el 1.13% eran hispanos o latinos de cualquier raza.